# Muqtada al-Sadr
Muqtada al-Sadr (ar. مقتدى الصدر), född 4 augusti 1974 är en irakisk, shiamuslimsk skriftlärd och ledare för Mahdiarmén. Han är son till den tidigare shiamuslimske ledaren i Irak, ayatolla Mohammad Sadeq al-Sadr, som mördades av Saddam Husseins regering 1999.

## Bakgrund
Muqtada al-Sadrs farbror, Mohammad Baqir al-Sadr, mördades av Baathregeringen (1980) och blev martyr för många shiamuslimer. När hans far mördades 1999 gick Muqtada al-Sadr under jorden och började bygga upp ett nätverk av skolor och välgörenhetsorganisationer.

## Irakkriget
Under Irakkriget och under den därpå följande ockupationen av Irak har al-Sadr utmärkt sig som en av USA:s främsta motståndare. Han är i dag ledare för Jaish al-Mahdi (Mahdiarmén), en milis för Iraks radikala shiamuslimer.
Muqtada al-Sadr välkomnade störtandet av Saddam Husseins ba'athregering men motsatte sig ockupationen av Irak. I början av ockupationen delade al-Sadr och hans anhängare ut mat och andra förnödenheter till fattiga irakier och skapade sig på så sätt ett brett stöd hos de fattigaste.
När koalitionsmyndigheten CPA i mars 2004 stängde al-Sadrs tidning al-Hawza, som myndigheten anklagade för uppvigling, mobiliserade al-Sadr stora demonstrationer, och i samband med det bröt strider ut mellan koalitionsstyrkor och Sadranhängare, och al-Sadr uppmanade till väpnat motstånd mot koalitionsstyrkorna. I juni 2004 slöts ett avtal om vapenvila mellan al-Sadrs styrkor och den USA-ledda koalitionen, men i augusti 2004 utbröt i staden Najaf hårda strider mellan al-Sadrs styrkor och koalitionsstyrkor i samarbete med den irakiska regeringens styrkor.
På senare tid har al-Sadr och hans anhängare undvikit direkta konfrontationer med koalitionsstyrkorna och har gett tillstånd åt amerikanerna att upprätta en bas i Sadrstaden, detta för att de ska kunna ägna mer kraft åt sina fiender sunnimuslimerna i konflikten mellan sunni och shia.
al-Sadr motsätter sig dock fortfarande USA:s närvaro i Irak, och den 10 april 2007 samlade han stora folkmassor i demonstrationer mot USA i Kufa och Najaf.

## Organisation och stöd
Muqtada al-Sadrs bas är organisationen Jamaat al-Sadr al-Thani, som verkar för att Irak ska bli en teokrati efter iransk modell. Inflytandet från den iranska revolutionen 1979 präglar starkt Muqtada al-Sadrs syn på religion och politik.
Starkast stöd har al-Sadr hos de fattigaste irakierna och bland unga, radikala shiamuslimer i storstäderna. Under USA:s ockupation av Irak vann al-Sadr stort inflytande i en förort till Bagdad. Förorten hette tidigare Revolutionsstaden och Saddamstaden men kallas i dag Sadrstaden. 
Normalt värderas ålder och bildning högt inom den shiitiska befolkningen i Irak. Utifrån dessa kriterier har al-Sadr inte den legitimitet som krävs för att vara religiös ledare. Han är inte ayatolla, som sin far, utan bär den lägre titeln ”hojatoleslam”. Dock hänvisar hans anhängare till hans far och farbror och deras religiösa legitimitet.

## Politik
al-Sadrs rörelse hade sex ministrar i den irakiska regeringen fram till den 16 april 2007, då al-Sadr beordrade sina ministrar att avgå i protest mot att dåvarande premiärministern Nuri al-Maliki inte ville upprätta en tidsplan för de amerikanska styrkornas tillbakadragande från Irak.
Under oktober 2021 parlamentsval i Irak vann Muqtada al-Sadrs  partiallians “På marsch mot reform” flest platser i valet.

### Kritik av Jessika Svärdström
Efter att en kopia av koranen (en religiös urkund i religionen islam) brännts i Stockholm beordrade al-Sadr sina anhängare att demonstrera mot Sveriges ambassadör till Irak, Jessica Svärdström. Dessa krävde hennes avgång och stormade sedan Sveriges ambassad i Bagdad 19 juni 2023.  